# SCImago Institutions Rankings
SCImago Institutions Rankings (SIR) — глобальний рейтинг наукових установ, що з 2009 року публікує дослідницька група SCImago, до якої входять ряд університетів та дослідницьких установ Іспанії. Вона ж готує щорічний світовий звіт SIR. Рейтинг поділений на п'ять секторів: уряд, охорона здоров'я, вища освіта, приватний та інші. Рейтингова позиція ВНЗ чи дослідницької установи визначається виключно на основі публікацій у виданнях, що індексуються у базі даних наукового контенту Scopus.
Простежується тотожність для українських університетів результатів рейтингу SCImago та загальноукраїнського рейтингу університетів, що проводиться популярним тематичним ресурсом Освіта.ua